# Sydpol-Aitkenbassinet
Sydpol-Aitkenbassinet er det ældste og største nedslagskrater på Månen. Det er med en diameter på 2.500 km og en dybde på 13 km et af de største nedslagskratere i Solsystemet.
Sydpol-Aitkenbassinet ligger på Månens bagside, men dele af kraterranden kan ses fra Jorden som en stor bjergkæde, der uofficielt også kaldes Leibnitz-bjergene. 
Nedslaget dateres til den første periode i Månens historie, Præ-Nectarian, der strækker sig fra for 4.533 millioner år siden (tidspunktet for Månens dannelse) til for 3.920 millioner år siden. 
Man regner med at nedslaget skete med relativ lav hastighed og i en skrå vinkel.